# 71
Évszázadok: i. e. 1. század – 1. század – 2. század
Évtizedek: 20-as évek – 30-as évek – 40-es évek – 50-es évek – 60-as évek – 70-es évek – 80-as évek – 90-es évek – 100-as évek – 110-es évek – 120-as évek
Évek: 66 – 67 – 68 – 69 –  70 – 71 – 72 – 73 – 74 – 75 – 76

## Események

### Római Birodalom
- Vespasianus császárt (helyettese márciustól fia, Titus Flavius Domitianus, júliustól Lucius Flavius Fimbria, novembertől Cnaeus Pompeius Collega) és Marcus Cocceius Nervát (helyettese Cnaeus Pedius Cascus, Caius Calpetanus Rantius Quirinalis Valerius Festus, Caius Atilius Barbarus, Quintus Julius Cordus) választják consulnak.
- Vespasianus vejét, Quintus Petillius Cerialist kinevezik Britannia kormányzójává, ahol hadjáratot vezet a brigesek ellen. Cerialis megalapítja Eboracum (ma York) erődjét, legyőzi Venutius briges királyt, majd Luguvaliumban (Carlisle) vonul téli táborba.
- Vespasianus fia, Titus Zeugmában tárgyal I. Vologaészész pártus király követével, majd Alexandrián keresztül visszatér Rómába. Titus diadalmenetet tart a zsidó háborúban elért győzelméért, melynek során Simon bar Giorát, a zélóták vezérét felvonultatják, majd a Forumon kivégzik.
- Titust kinevezik a praetoriánus gárda parancsnokává.

## Születések
- Cshade kogurjói király

## Halálozások
- Simon bar Giora, a zsidó felkelés vezére

## Fordítás
- Ez a szócikk részben vagy egészben  a(z)   71 című francia Wikipédia-szócikk ezen változatának fordításán alapul.  Az eredeti cikk szerkesztőit annak laptörténete sorolja fel. Ez a jelzés csupán a megfogalmazás eredetét és a szerzői jogokat jelzi, nem szolgál a cikkben szereplő információk forrásmegjelöléseként.